# Hirasea acutissima
Hirasea acutissima là một loài small air-breathing land snail, a terrestrial pulmonate gastropoda Mollusca trong họ Endodontidae.
Hirasea acutissima was đặc hữu to Haha-jima in the Ogasawara Islands, Japan.
Hirasea acutissima is listed as endangered in the Sách Đỏ IUCN.
Hirasea acutissima species is considered to be extinct by Chiba et al. (2007).